# Io torno, pt.1
Io torno - parte 1 è il trentacinquesimo album del cantautore italiano Gigi Finizio. Pubblicato nel 2018, contiene sei brani inediti.
Il progetto è a cura di Filippo Macchi, Diego Calvetti e dello stesso Gigi Finizio.

## Tracce
1. Io torno
2. Buongiorno amore
3. Solo tu
4. Fuori dal mondo
5. Mai volersi bene
6. Quale domani